# Wolseley 7 ½
La 7 ½ è un'autovettura utilitaria prodotta dalla Wolseley dal 1902 al 1909.
Il modello possedeva un motore monocilindrico a valvole laterali e raffreddato ad acqua, da 809 cm³ di cilindrata. La potenza erogata dal propulsore era 8 CV a 900 giri al minuto. Le carrozzerie disponibili erano tre, torpedo due o quattro posti, e Wagonette quattro posti.